# كارلوتا مونتي
كارلوتا مونتي (بالإنجليزية: Carlotta Monti)‏ هي ممثلة أمريكية، ولدت في 20 يناير 1907 في لوس أنجلوس في الولايات المتحدة، وتوفيت في 8 ديسمبر 1993 في وودلاند هيلز، كاليفورنيا في الولايات المتحدة بسبب مرض.

## أعمال

### أفلام
- (1925) بن هور

## وصلات خارجية
- كارلوتا مونتي على موقع IMDb (الإنجليزية)
- كارلوتا مونتي على موقع ألو سيني (الفرنسية)
- كارلوتا مونتي على موقع أول موفي (الإنجليزية)
- كارلوتا مونتي على موقع قاعدة بيانات الأفلام السويدية (السويدية)
- كارلوتا مونتي على موقع قاعدة بيانات الفيلم (الإنجليزية)
- كارلوتا مونتي على موقع كينوبويسك (الروسية)